# 称光寺 (佐渡市)
称光寺（しょうこうじ）は、新潟県佐渡市にある仏教寺院。時宗。

## 概略と沿革
三崎道場と呼ばれ、佐渡時宗最古の寺と伝えている。開山は遊行二代他阿真教とし、貞和5年（1349年）遊行七代他阿託何が本堂を建立したという。文和4年（1355年）遊行八代他阿渡船は越後国府中（直江津）より渡り、道場を設けたともいう。大正12年（1921年）12月大火になり、14年に本堂再建。
宿根木集落の全戸が当寺の檀家である。遊行四十二代他阿尊任は宿根木の佐藤家生まれ。

## 境内
- 山門[5] - 享保2年（1717年）建立。
- 渡海弁財天[6] - 他阿渡船が感得した。
- 熊野神社
- 柴田収蔵墓[7] - 「新訂坤輿略全図」などを作製した幕末の地理学者、幕府天文方、蕃書調所（現東京大学）役人。宿根木生まれ。一時期当寺末寺で診療所を開業していた。
- 岩屋山洞窟[8] - 県指定記念物。境内ではなく少し離れた裏山にあるが、当寺が管理。

## 交通アクセス
新潟交通佐渡バス宿根木線で宿根木バス停留所を下車、徒歩5分

## 外部サイト
- 宿根木 - ウェイバックマシン（2004年8月7日アーカイブ分） - 佐渡市立小木中学校によるサイト